# Akshantaragollahalli, Bangarapet
Akshantaragollahalli là một làng thuộc tehsil Bangarapet, huyện Kolar, bang Karnataka, Ấn Độ.